# Guilherme Afonso
Guilherme Afonso (* 15. November 1985 in Luanda) ist ein angolanisch-schweizerischer Fussballspieler, er spielt auf der Position eines Stürmers. 

## Karriere
Afonso begann seine Karriere bei Urania Genf. Zur Saison 1995/96 wechselte er zu Étoile Carouge. Hier blieb Afonso bis zur Saison 2003/04, als er erstmals ins Ausland zum französischen Verein ASOA Valence wechselte. Nach einer Spielzeit in Frankreich wechselte er zum niederländischen Erstligisten FC Twente Enschede. Hier konnte er sich in seiner zweiten Saison durchsetzen und erzielte zudem seine ersten beiden Treffer für Enschede. Im Januar 2007 ging er zu BV Veendam. In Veendam kam er auf 44 Einsätze und schoss sechs Tore, bis er im September 2008 seinen Vertrag auflöste. Auf Vereinssuche absolvierte er u. a. ein Probetraining beim FC Vaduz
Seit Anfang 2009 spielt Afonso für den FC Sion, mit dem er auch den Schweizer Cup gewann. Im Finale gelang ihm auch der 3:2-Siegtreffer. Im Herbst 2009 wurde er an die Grasshoppers ausgeliehen, im Frühling 2012 an den FC Lugano.

## Titel und Erfolge
FC Sion
- Schweizer Cupsieger: 2009

FC Vaduz
- Liechtensteiner Cupsieger: 2013